# أيروكار
التايلور أيروكار (بالإنجليزية: Taylor Aerocar)‏ أو ببساطة الأيروكار هي واحدة من أولى السيارات الطائرة الأمريكية ذات المقعدين، القابلة للتحول بسهولة إلى سيارة طرقات. تم تصميم وبناء الأيروكار أساسا على يد مهندس الطيران الأمريكي مولتون تايلور في العام 1949 بمدينة لونغفيو (واشنطن).

## السياق الزمني
قام المهندس مولتون تايلور، الطيار السابق في البحرية الأمريكية خلال سنوات الثلاثينيات، والذي عمل أيضا لصالح شركتي صناعة الطائرات لوسكومب وكولفر بتركيب جهاز ملاحة راديوية اقتصادي قبل فترة قصيرة من بداية الحرب العالمية الثانية.
بحلول سنة 1941 استدعي من قبل البحرية وتم تعيينه في مصنع الطائرات البحرية (بالإنجليزية: Naval Aircraft Factory)‏، أين ساهم في تطوير عدد من الطائرات بدون طيار وصواريخ أرض-أرض، بما في ذلك مساهماته في صواريخ غورغون (مشروع غورغون) وفي طائرة هجومية برمائية أخرى.
في ولاية ديلاوير الأمريكية التقى تايلور بحلول سنة 1946 بالمخترع روبرت ايدسون فولتون الابن، الذي صمم أولى الطائرات القابلة للتحويل إلى سيارة، والتي أطلق عليها اسم الإيرفيبيان. حيث استلهم من هذه الأخيرة فكرته لتصميم الأيروكار بعد أن أدرك أن العيب الرئيسي للطائرة السيارة إيرفيبيان التي صممها فولتون كان في الأجنحة القابلة للفصل، لذلك فكر في منح طائرته أجنحة قابلة للطي. بعودته إلى لونغفيو، صنع مولتون تايلور سيارة يمكنها أن تتحول بوجود شخص واحد فقط إلى طائرة في ظرف خمس دقائق. بالنسبة لرحلة على الطريق، يتم ببساطة طي الأجنحة على طول جسم السيارة الطائرة ليتم تحويلها إلى هيكل قابل للجر خلف السيارة. حتى أصبح من الممكن السفر بسرعة تبلغ حوالي 96 كم في ساعة على الطريق  وما يصل إلى 180 كم في ساعة في الجو.
بدأت أول رحلة لنموذج السيارة الطائرة أيروكار N31214 في ال8 ديسمبر من سنة 1949.

## التطوير
بحلول 29 أغسطس 1950 قام النموذج الأولي برحلة جوية أولية، انطلاقا من  من سايلم (أوريغون) وصولا إلى لونغفيو (واشنطن). سنتين بعد ذلك وبالضبط في شهر أبريل 1951، طارت طائرة الإيروكار إلى قاعدة فورت براغ العسكرية في كارولاينا الشمالية، لتخضع لتقييم الجيش الأمريكي. فطار حينها حوالي 14 طيارا عسكريا على متن الطائرة، لكن الجيش
الأمريكي كان مهتما بشكل أساسي بالطائرات المروحية. عرضت الطائرة فيما بعد في البنتاغون وفي نيويورك، ثم في معرض موتوراما في لوس أنجلوس في أوائل شهر نوفمبر. أثناء ذلك، تم جمع ما يقرب من 25 تعهدا بالشراء بسرعة مقابل سعر يبلغ 25 ألف دولار للوحدة. على إثر ذلك شرع تايلور في عملية إصدار الشهادات وبدأت فعليا في إنشاء خلية اختبار وأربعة وحدات ما قبل الإنتاج. وبحلول 14 ديسمبر 1956 تم الحصول على شهادة الطائرات المدنية 4A16. بحصوله على هذه الشهادة، تبقى له فقط إيجاد شريك صناعي لإنتاج الأيروكار.
بعد بحث مطول انضم مولتون بحلول سنة 1961 إلى أحد الصناعيين في تكساس متمثلا في روي هودي من فورت وورث (تكساس)  وأنشأ معهم شركة أيروكار الدولية في لونغفيو (واشنطن). توصلت أيروكار الدولية إلى اتفاق مع شركة لينج-تمكو-فاوت للإنتاج الضخم شريطة أن التمكن من جذب 500 طلب.لكن عدد الطلبات لم يتجاوز في النهاية حدود 250 طلبا الشئ الذي أدى إلى إلغاء خطط الإنتاج المتسلسل. بعد هذا الإخفاق قضى مولتون تايلور بقية حياته بحثا عن الكيفية التي يمكنه من خلالها إنتاج فكرته حتى وفاته في سنة 1995.

## النماذج

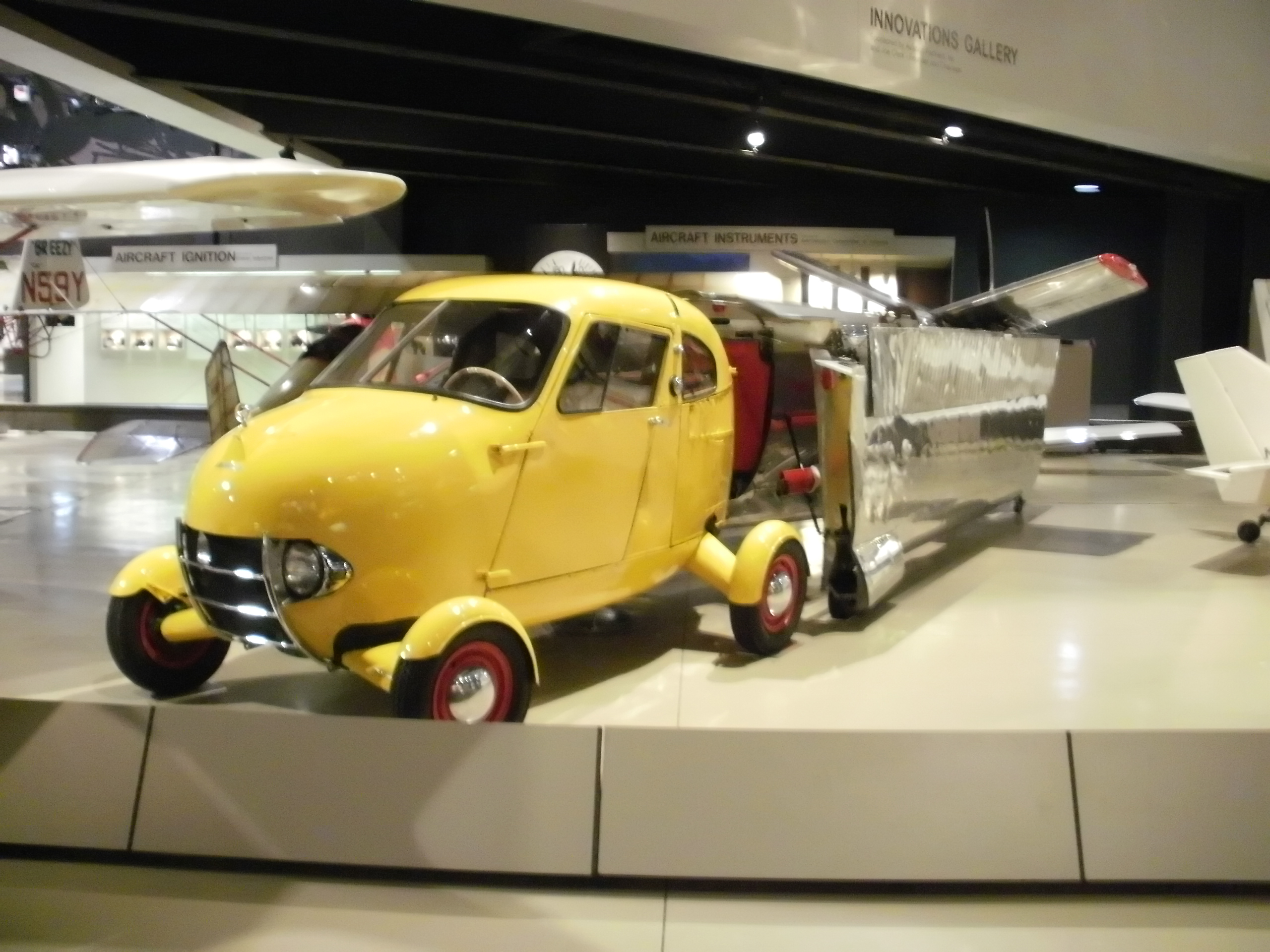
طائرة أيروكار معروضة في متحف إير فونتور للطيران.

بنيت في المجمل ست وحدات فقط: خمسة وحدات من نسخة الأيروكار I وواحدة من الأيروكار II. آخر طائرة تم بناؤها تم شراء بواسطة مولتون تايلور أين تم تعديلها إلى أيروكار III.

### الأيروكار I
- طراز N4994P (بعد أن كانت في الأصل N31214)، هي أول أيروكار يتم صنعها. طلي جسم نسخة الأيروكار هذه باللون الأصفر مع أجنحة فضية. بيعت الأيروكار I بحلول سنة 1952 بمبلغ 10000 دولار أمريكي  لصالح شركة بي إف غودريش (بالإنجليزية: BF Goodrich)‏، وهي حاليا محفوظة في متحف الإير فونتور الواقع مقره في مدينة أوشكوش (ويسكونسن).[1][3]
- طراز N103D (1956)، هي نسخة أخرى من سلسلة الأيروكار I، طليت بشكل كامل باللون الأحمر. عادت ملكيتها إلى كل من كارل فلينج ومارلين ستاين من غراند جانكشن (كولورادو)، [4] حيث استخدم في الاجتماعات. كان من بين أهم ركابها راؤول كاسترو (شقيق الرئيس كوبي السابق فيدل كاسترو)،[4] كان ذلك بمناسبة رحلة استعراضية انتهت لسوء الحظ بحادثة ألحق أضرارا بالطائرة بعد أن اصطدمت بحصان اثناء هبوطها على المدرج.[4]

خلال فترة الستينيات، تم تشغيل الايروكار  بموجب عقد بين ستار ستاسيون وشركة ويك إير سيرفيس. حيث تم استخدامها كطائرة مراقبة لحركة المرور على الطرق لصالح محطة راديو كيسن (910AM) في بورتلاند، أين تمت قيادتها من طرف «سكوتي رايت» (سكوتي رايت هو الاسم المستعار الذي استخدمه الطيار الخاص بأيروكار أثناء عملية مراقبى طى حركة المرور). اشتغل العديد من الطيارين في خدمة مراقبة المرور من على متن الأيروكار، بدأ من جيلفورد ويكاندر الطيار السابق خلال الحرب العالمية الثانية ورئيس شركة ويك إير سيرفيس، وصولا إلى أخته روث ويكاندر، ثم جون جاكوب الثالث، متبوعا بوين نوتسش  ثم ألان ماريس. قدمت تقارير حركة المرور حينها بدأ من الساعة 7:00 صباحا إلى غاية ال 8:30 صباحا ومن 4:30 مساء إلى 6:00 مساء. خلال بعثات المراقبة الجوية، كانت مطلية باللون الأبيض مع قلوب حمراء،  وتحمل حروف محطة كيسن في أعلى وأسفل الأجنحة.
تمكنت هذه السيارة الطائرة في واحدة من رحلات المراقبة المسائية لصالح شبكة كيسن من النجاة بأعجوبة من عاصفة يوم كولومبوس لسنة 1962 دون حدوث أي أضرار. في ذلك اليوم بالتحديد كانت روث ويكاندر هي يقود الطائرة، حيث يرجع لها الفضل في الهبوط الناجح في ظروف رياح شديدة (تجاوزت سرعتها على الأرجح 100 ميل في الساعة). قامت الطائرة بآخر رحلة لها بحلول عام 1977، أصبحت في ما بعد ملكا لهواة جمع السيارات في  غراند جنكشن (كولورادو) حيث تم تخزينها منذ ذلك الحين. حاليا هي معروضة للبيع بسعر يقدر بحوالي 2.2 مليون دولار أمريكي.
- طراز N101D (1954)، التي تعود ملكيتها لشركة جريج هيريك يلوستون للطيران.[1][3][8] يتم الاحتفاظ بها حاليا في حالة جيدة للطيران وعرضها في «متحف غولدن وانغز للطيران» الواقع على الجانب الجنوبي الغربي لمطار أنوكا كاونتي بلين (جانيس فيلد) في منيابولس. بحلول ديسمبر 2011 عرضت الطائرة للبيع مقابل سعر يبلغ 1.25 مليون دولار.[9]
- طراز N102D (1960) باللونين الأصفر والأخضر، هي آخر أيروكار بنيت والوحيدة التي لاتزال قابلة للطيران. هذه الطائرة مملوكة من طرف إد سويني وهي معروضة في متحف كيسيمي للطيران الواقع مقره بمطار كيسيمي في كيسيمي (فلوريدا).

### الأيروكار  II (N107D)
طائرة الأيروكار II هي نسخة أخرى محسنة من طائرات الأيروكار، تتسع النسخة لأربعة أشخاص وتعمل بمحرك لايكومينغ أي-أو 320 بقوة 150 حصان. بني منها نموذج واحد فقط. الطائرة موجودة حاليا في كولورادو سبرينغز، التي يملكها إد سويني مالك الN102D.

### الأيروكار III (N4345F)
الأيروكار III هي سادس نموذج من سيارات الأيروكار، تشكل هذه الطائرة آخر عمل لمولتون تايلور في مجال السيارة الطيران. طليت هذه النسخة بالكامل باللون الأحمر مع أجنحة فضية. بدأت المركبة حياتها كواحدة من طائرات الأيروكار الأصلية، لكن تايلور اشترتها من زبون بعد أن كانت قد تضررت في حادث ميداني خلال سنوات الستينيات، أين أعاد بناءها وتطويرها من جديد، استطاع تايلور بعمله هذا جذب بعض الاهتمام من فورد، لكنه وفي النهاية لم يتم إنتاج أي نسخة أخرى من هذا النموذج. النموذج الأولي الفريد معروض حاليا في متحف سياتل للطيران تحت تسجيل N100D.